# Acaena pinnatifida
Acaena pinnatifida é uma espécie de rosácea do gênero Acaena, pertencente à família Rosaceae.